# Chilomycterus reticulatus
Chilomycterus reticulatus is een straalvinnige vissensoort uit de familie van de egelvissen (Diodontidae). De wetenschappelijke naam is gepubliceerd in 1758 door Linnaeus in de tiende editie van Systema naturae.